# Redunca redunca
La cervicapra redunca o semplicemente cervicapra (Redunca redunca) è un'antilope dell'Africa centrale. In inglese viene chiamata Bohor reedbuck, in swahili tohe.

## Descrizione
La cervicapra è un'antilope di medie dimensioni: 75 cm di altezza al garrese per un peso di circa 50 kg. Ha un pelo folto e lungo, di colore fulvo screziato di grigio, bianco sul ventre. La coda è corta e bianca nella parte inferiore. I maschi hanno corna robuste, divergenti verso l'esterno, con una curvatura all'indietro seguita da una controcurvatura in avanti, per una lunghezza complessiva di circa 40 cm.

## Habitat e alimentazione
Le cervicapre vivono soprattutto nei terreni erbosi vicino all'acqua. Si nutrono in genere di erba, ma durante la stagione secca si possono adattare ad altri alimenti vegetali; nei pressi di fattorie sono state anche viste nutrirsi di grano e altri cereali.

## Comportamento
Le cervicapre vivono in coppie o in gruppi familiari, sporadicamente in grandi branchi. Sono territoriali, ma anziché marcare il territorio con segnali odorosi (come altre antilopi) dichiarano il proprio possesso emettendo dei versi molto peculiari, simili a fischi o gracidii di rane. Sono animali diurni, ma si ritirano all'ombra nelle ore più calde.

## Riproduzione
La gestazione dura 220 giorni e il parto è uniparo. La vita media della cervicapra è di 10 anni.